# Сборная Швеции по футболу (до 19 лет)
Сбо́рная Шве́ции по футбо́лу до 19 лет — национальная футбольная команда Швеции, представляющая Швецию в международных матчах и турнирах по футболу. В эту сборную могут вызываться только игроки не старше 19 лет.

## Участие в чемпионатах Европы
| Чемпионат Европы по футболу среди юношей до 19 лет | Чемпионат Европы по футболу среди юношей до 19 лет | Чемпионат Европы по футболу среди юношей до 19 лет | Чемпионат Европы по футболу среди юношей до 19 лет | Чемпионат Европы по футболу среди юношей до 19 лет | Чемпионат Европы по футболу среди юношей до 19 лет | Чемпионат Европы по футболу среди юношей до 19 лет | Чемпионат Европы по футболу среди юношей до 19 лет | Чемпионат Европы по футболу среди юношей до 19 лет |
| Год                                                | Результат                                          | Место                                              | И                                                  | В                                                  | Н                                                  | П                                                  | ГЗ                                                 | ГП                                                 |
| -------------------------------------------------- | -------------------------------------------------- | -------------------------------------------------- | -------------------------------------------------- | -------------------------------------------------- | -------------------------------------------------- | -------------------------------------------------- | -------------------------------------------------- | -------------------------------------------------- |
| 2002                                               | Не квалифицировалась                               | Не квалифицировалась                               | Не квалифицировалась                               | Не квалифицировалась                               | Не квалифицировалась                               | Не квалифицировалась                               | Не квалифицировалась                               | Не квалифицировалась                               |
| 2003                                               | Не квалифицировалась                               | Не квалифицировалась                               | Не квалифицировалась                               | Не квалифицировалась                               | Не квалифицировалась                               | Не квалифицировалась                               | Не квалифицировалась                               | Не квалифицировалась                               |
| 2004                                               | Не квалифицировалась                               | Не квалифицировалась                               | Не квалифицировалась                               | Не квалифицировалась                               | Не квалифицировалась                               | Не квалифицировалась                               | Не квалифицировалась                               | Не квалифицировалась                               |
| 2005                                               | Не квалифицировалась                               | Не квалифицировалась                               | Не квалифицировалась                               | Не квалифицировалась                               | Не квалифицировалась                               | Не квалифицировалась                               | Не квалифицировалась                               | Не квалифицировалась                               |
| 2006                                               | Не квалифицировалась                               | Не квалифицировалась                               | Не квалифицировалась                               | Не квалифицировалась                               | Не квалифицировалась                               | Не квалифицировалась                               | Не квалифицировалась                               | Не квалифицировалась                               |
| 2007                                               | Не квалифицировалась                               | Не квалифицировалась                               | Не квалифицировалась                               | Не квалифицировалась                               | Не квалифицировалась                               | Не квалифицировалась                               | Не квалифицировалась                               | Не квалифицировалась                               |
| 2008                                               | Не квалифицировалась                               | Не квалифицировалась                               | Не квалифицировалась                               | Не квалифицировалась                               | Не квалифицировалась                               | Не квалифицировалась                               | Не квалифицировалась                               | Не квалифицировалась                               |
| 2009                                               | Не квалифицировалась                               | Не квалифицировалась                               | Не квалифицировалась                               | Не квалифицировалась                               | Не квалифицировалась                               | Не квалифицировалась                               | Не квалифицировалась                               | Не квалифицировалась                               |
| 2010                                               | Не квалифицировалась                               | Не квалифицировалась                               | Не квалифицировалась                               | Не квалифицировалась                               | Не квалифицировалась                               | Не квалифицировалась                               | Не квалифицировалась                               | Не квалифицировалась                               |
| 2011                                               | Не квалифицировалась                               | Не квалифицировалась                               | Не квалифицировалась                               | Не квалифицировалась                               | Не квалифицировалась                               | Не квалифицировалась                               | Не квалифицировалась                               | Не квалифицировалась                               |
| 2012                                               | Не квалифицировалась                               | Не квалифицировалась                               | Не квалифицировалась                               | Не квалифицировалась                               | Не квалифицировалась                               | Не квалифицировалась                               | Не квалифицировалась                               | Не квалифицировалась                               |
| 2013                                               | Не квалифицировалась                               | Не квалифицировалась                               | Не квалифицировалась                               | Не квалифицировалась                               | Не квалифицировалась                               | Не квалифицировалась                               | Не квалифицировалась                               | Не квалифицировалась                               |
| 2014                                               | Не квалифицировалась                               | Не квалифицировалась                               | Не квалифицировалась                               | Не квалифицировалась                               | Не квалифицировалась                               | Не квалифицировалась                               | Не квалифицировалась                               | Не квалифицировалась                               |
| 2015                                               | Не квалифицировалась                               | Не квалифицировалась                               | Не квалифицировалась                               | Не квалифицировалась                               | Не квалифицировалась                               | Не квалифицировалась                               | Не квалифицировалась                               | Не квалифицировалась                               |
| 2016                                               | Не квалифицировалась                               | Не квалифицировалась                               | Не квалифицировалась                               | Не квалифицировалась                               | Не квалифицировалась                               | Не квалифицировалась                               | Не квалифицировалась                               | Не квалифицировалась                               |
| 2017                                               | Групповой раунд                                    | 7-е                                                | 3                                                  | 0                                                  | 1                                                  | 2                                                  | 4                                                  | 6                                                  |
| 2018                                               | Не квалифицировалась                               | Не квалифицировалась                               | Не квалифицировалась                               | Не квалифицировалась                               | Не квалифицировалась                               | Не квалифицировалась                               | Не квалифицировалась                               | Не квалифицировалась                               |
| 2019                                               | Не квалифицировалась                               | Не квалифицировалась                               | Не квалифицировалась                               | Не квалифицировалась                               | Не квалифицировалась                               | Не квалифицировалась                               | Не квалифицировалась                               | Не квалифицировалась                               |
| 2020                                               | Турнир отменён                                     | Турнир отменён                                     | Турнир отменён                                     | Турнир отменён                                     | Турнир отменён                                     | Турнир отменён                                     | Турнир отменён                                     | Турнир отменён                                     |
| 2021                                               | Турнир отменён                                     | Турнир отменён                                     | Турнир отменён                                     | Турнир отменён                                     | Турнир отменён                                     | Турнир отменён                                     | Турнир отменён                                     | Турнир отменён                                     |
| 2022                                               |                                                    |                                                    |                                                    |                                                    |                                                    |                                                    |                                                    |                                                    |
| Итого                                              | Групповая стадия                                   | 1/18                                               | 3                                                  | 0                                                  | 1                                                  | 2                                                  | 4                                                  | 6                                                  |

## Текущий состав
|  | Вр  | Даниэль Энарех             | 18 мая 2004 (20 лет)      | 0  | 0 | АИК             |  |  |
|  | Вр  | Андре Пикорнелль           | 3 апреля 2004 (20 лет)    | 1  | 0 | Юргорден        |  |  |
|  |     |                            |                           |    |   |                 |  |  |
|  | Защ | Юсеф Аль-Имам              | 27 июля 2004 (20 лет)     | 1  | 0 | Мальмё          |  |  |
|  | Защ | Петер Аморан               | 22 мая 2004 (20 лет)      | 4  | 0 | Парма           |  |  |
|  | Защ | Тео Бергвалль              | 21 сентября 2004 (20 лет) | 2  | 0 | Юргорден        |  |  |
|  | Защ | Феликс Эрикссон            | 21 мая 2004 (20 лет)      | 2  | 0 | Гётеборг        |  |  |
|  | Защ | Маркус Карлссон            | 20 января 2004 (21 год)   | 2  | 0 | Хаммарбю Таланг |  |  |
|  | Защ | Фредрик Ниссен             | 28 марта 2005 (19 лет)    | 2  | 1 | Броммапойкарна  |  |  |
|  | Защ | Юнас Рухи                  | 7 января 2004 (21 год)    | 2  | 0 | Ювентус         |  |  |
|  |     |                            |                           |    |   |                 |  |  |
|  | ПЗ  | Альбин Альстранд           | 10 марта 2004 (21 год)    | 0  | 0 | Хальмстад       |  |  |
|  | ПЗ  | Лукас Бьёрклунд            | 16 февраля 2004 (21 год)  | 2  | 0 | Сённерйюск      |  |  |
|  | ПЗ  | Каспер Эклунд              | 11 марта 2004 (21 год)    | 2  | 0 | Хаммарбю Таланг |  |  |
|  | ПЗ  | Колин Фарнеруд             | 12 марта 2004 (20 лет)    | 1  | 0 | Штутгарт        |  |  |
|  | ПЗ  | Каспер Карлссон            | 21 марта 2005 (19 лет)    | 0  | 0 | Хальмстад       |  |  |
|  | ПЗ  | Хуго Ларссон               | 27 июня 2004 (20 лет)     | 2  | 0 | Мальмё          |  |  |
|  | ПЗ  | Вильмер Удефальк           | 21 ноября 2004 (20 лет)   | 2  | 0 | Броммапойкарна  |  |  |
|  | ПЗ  | Виллиот Сведберг           | 1 февраля 2004 (21 год)   | 10 | 3 | Сельта          |  |  |
|  |     |                            |                           |    |   |                 |  |  |
|  | Нап | Амар Ахмед                 | 19 февраля 2004 (21 год)  | 2  | 1 | Труа            |  |  |
|  | Нап | Александрос Гарсиа-Цотидис | 19 июля 2004 (20 лет)     | 0  | 0 | Юргорден        |  |  |
|  | Нап | Ричи Оморова               | 30 марта 2004 (20 лет)    | 2  | 0 | Броммапойкарна  |  |  |